# 勞力密集工業

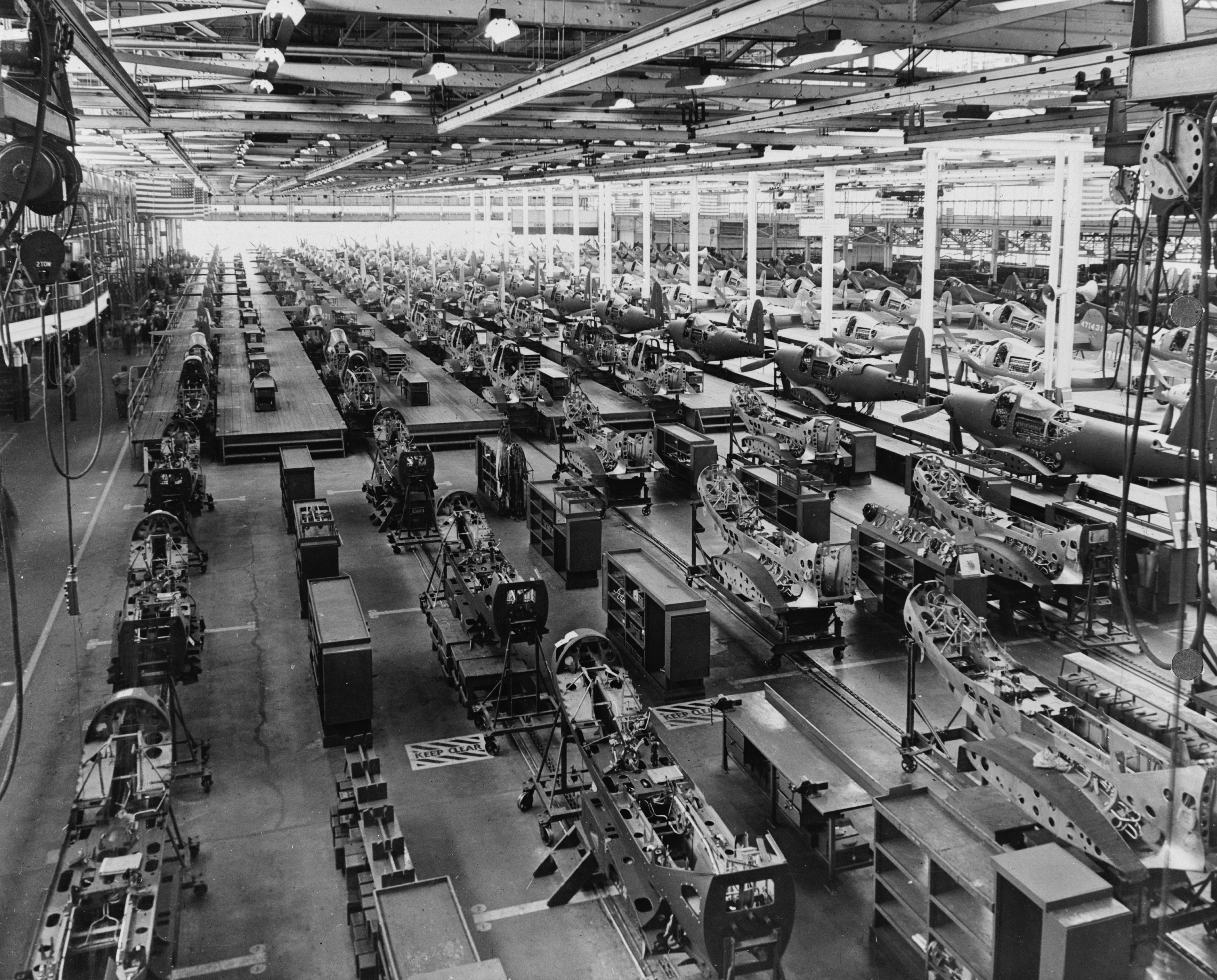
生產線型工廠

勞力密集工業，又称劳动密集型工业，经济上指对劳动力的需要比对资本需要多的工業。与资本密集工業相对。
这些工业一般是规模较小，雇佣很多工人，製造流程自动化程度不高的轻工业。例子如塑胶制品制造、纺织成衣业等。发展中国家一般因为工人工资较低，勞力密集工業被认为是这些国家在全球化经济中比较具竞争力的方面。